# Янг, Генри
Генри Янг (англ. Henry Young), полное имя Генри Эдвард Фокс Янг (англ. Henry Edward Fox Young; 23 апреля 1803, Брэбурн, Кент, Англия — 18 сентября 1870, Лондон, Англия) — британский колониальный администратор, 5-й губернатор Южной Австралии (1848—1854), 1-й губернатор Тасмании (1855—1851).

## Биография
Генри Янг родился 23 апреля 1803 года в Брэбурне (графство Кент, Англия). Он был третьим сыном Аретаса Уильяма Янга (Aretas William Young, 1778?—1835) и его жены Сары, урождённой Кокс (Sarah, née Cox).
Окончив школу в Бромли, Генри Янг поступил в Иннер-Тэмпл, намереваясь стать адвокатом, но вскоре после этого, в 1827 году, был направлен на работу в колониальную администрацию Тринидада, в 1828 году — в Демерару (Британская Гвиана), в 1834 году — на Сент-Люсию, а в 1835 году вернулся в Британскую Гайану, где он стал секретарём колониального правительства. 
В 1846 году Генри Янг возвратился в Англию, а на следующий год он был назначен лейтенант-губернатором Капской колонии, но вскоре получил другое назначение — в Южную Австралию. В промежутке между этими назначениями он возвратился в Англию, где 15 апреля 1848 года женился на Огасте (Августе) Софии Марриет (Augusta Sophia Marryat). Впоследствии у них было два сына и пять дочерей.
Генри Янг и его жена прибыли в Аделаиду 1 августа 1848 года на судне Forfarshire, а на следующий день, 2 августа, Янг уже приступил к выполнению обязанностей губернатора Южной Австралии, сменив на этом посту Фредерика Роуба. Генри Янг проработал губернатором Южной Австралии до 20 декабря 1854 года.
Следующим назначением Генри Янга была аналогичная должность на Земле Ван-Димена, где он стал первым губернатором (до этого там назначались лейтенант-губернаторы). Янг прибыл в Хобарт и вступил в должность 8 января 1855 года. С 1856 года Земля Ван-Димена стала официально называться Тасманией, и у неё появилось собственное правительство. Генри Янг проработал губернатором Тасмании до декабря 1861 года.
10 декабря 1861 года Янг отбыл из Хобарта в Мельбурн, а затем в Англию. В отставке он жил в Лондоне, где и скончался 18 сентября 1870 года.

## Память
Город Порт-Огаста в Южной Австралии был назван в честь Огасты (Августы) Софии Янг (Augusta Sophia Young) — жены Генри Янга.